# Pedro Antonio de Cevallos
Pedro Antonio de Cevallos Cortés y Calderón (Cádiz, 29. lipnja 1715. – Córdoba, 26. prosinca 1778.) bio je španjolski vojni zapovjednik i političar. Od 1757. do 1766. obnašao je dužnost gradonačelnika Buenos Airesa i prvog potkralja Potkraljevstva Río de la Plate između 1776. i 1778.

## Životopis
Rođen je u Cádizu, kao dijete roditelja iz pokrajine Kantabrije. Nakon školovanja, u rodnoj Španjolskoj je nastavio i vojno usavršavanje. 
Nakon što je postao članom Španjolske vojske, sudjeluje u osvajanju tada portugalskog strateški važnog grada Colonije del Sacramento.
Potom je sudjelovao u Španjolskoj invaziji na Portugalsko kraljevstvo tijekom 1762., te u španjolskim vojnim eksepdicijama tijekom druge polovice 1760-ih.
Prije ekspedicija se kratko vratio u rodni grad Cádiz gdje je proveo kratko vrijeme s obitelji. Dana 12. listopada 1776. otplovio je za Buenos Aires, gdje je nakon gradonačelnčkog mandata postavljen za prvog potkralja novoproglašenog potkraljevstva na području La Plate. Dok je bio na dužnosti potkralja, početkom 1777. umarširao je u Coloniju del Sacramento (koju su tada ponovno osvojili Portugalci) i zarobio više satnija Portugalske vojske. Nakon toga je na području brazilske savezne države Rio Grande do Sul nizao same pobjede i time doveo do potipsivanja primirja između zaraćenih Španjolskog i Portugalskog kolonijalnog carstva.
Bio je jedan od potpisnika Zakona o slobodnoj trgovini 1778. prema kojem je Buenos Aires mogao slobodno trgovati sa Španjolskoj. 
Zbog svih svojih vojnih uspjeha bio je omiljen među španjolskim kolonijalnim časnicima. Poticao je razvoj poljoprivrede i ukidanje trgovine robljem.
Sa svojom suprugom imao je sina Pedra Antonia de Ceballosa Pinta bio je ministar poljoprivrede u Guvernatu Salta na području današnjeg grada Salta u Urugvaju.
Prije smrti vratio se u rodnu zemlju gdje je 26. prosinca 1778. umro u Córdobi.